# Старе Полесе
Старе Полесе (пол. Stare Polesie) — село в Польщі, у гміні Леонцин Новодворського повіту Мазовецького воєводства.
Населення — 167 осіб (2011).
У 1975-1998 роках село належало до Варшавського воєводства.

## Демографія
Демографічна структура станом на 31 березня 2011 року:
|          | Загалом | Допрацездатний вік | Працездатний вік | Постпрацездатний вік |
| -------- | ------- | ------------------ | ---------------- | -------------------- |
| Чоловіки | 78      | 19                 | 54               | 5                    |
| Жінки    | 89      | 20                 | 48               | 21                   |
| Разом    | 167     | 39                 | 102              | 26                   |